# Старі Ігіті
Старі Ігі́ті (рос. Старые Игити, чув. Кивĕ Йĕкĕт) — присілок у складі Красноармійського району Чувашії, Росія. Входить до складу Красноармійського сільського поселення.
Населення — 166 осіб (2010; 191 у 2002).
Національний склад:
- чуваші — 100 %